# Investidura presidencial de Joe Biden
La investidura presidencial de Joe Biden como el 46.º presidente de los Estados Unidos tuvo lugar el 20 de enero de 2021, antes del mediodía (ET), marcando el comienzo del mandato de cuatro años de Joseph Robinette Biden Jr. como presidente y Kamala Devi Harris como vicepresidenta. Se celebró una ceremonia pública en el ala oeste del Capitolio de Estados Unidos en Washington D. C. y el acontecimiento fue la 59.ª investidura presidencial del país.
La investidura tuvo lugar en medio de extraordinarias crisis políticas, de salud pública, económicas y de seguridad nacional, incluida la pandemia de COVID-19; los intentos del presidente saliente Donald Trump de anular las elecciones presidenciales de Estados Unidos de 2020, que incitaron a un asalto al Capitolio de los Estados Unidos; el segundo proceso de destitución de Trump; y una amenaza de disturbios civiles generalizados, que estimuló una respuesta de las fuerzas del orden a nivel nacional. Las festividades se vieron drásticamente reducidas por los esfuerzos para prevenir la propagación del COVID-19 y mitigar el potencial de violencia cerca del Capitolio. La audiencia en vivo fue limitada; los miembros del Congreso podían asistir con un invitado de su elección, parecido a un discurso del Estado de la Unión. Se implementaron medidas de salud pública como cobertura del rostro, pruebas de COVID-19, controles de temperatura y distanciamento físico para proteger a los participantes en la ceremonia.
Los temas de la toma de posesión fueron "America United" y "Our Determined Democracy: Forging a More Perfect Union" (en español: 'Nuestra Democracia Determinada: Forjando una Unión Más Perfecta'), este último haciendo referencia al Preámbulo de la Constitución de Estados Unidos.

## Contexto
La investidura marcó la culminación formal de la transición presidencial de Joe Biden, que comenzó con las elecciones el 3 de noviembre de 2020 y se convirtió en presidente electo cuatro días más tarde, el 7 de noviembre de 2020. La victoria de Biden y su compañera de fórmula, Kamala Harris, fue ratificada por el Colegio Electoral el 14 de diciembre de 2020. De acuerdo con el Artículo I, Sección 6 de la Constitución de los Estados Unidos, Harris renunció a su puesto en el Senado de los Estados Unidos a partir del mediodía del 18 de enero de 2021. El presidente saliente Donald Trump no asistió a la ceremonia, por lo que fue la primera vez desde Andrew Johnson en 1869 que un presidente en el cargo no asistió a la investidura de su sucesor, y la cuarta vez en la historia de Estados Unidos.
En su investidura, Biden se convirtió en el presidente más viejo a los 78 años y 61 días, mayor al momento de tomar el cargo que Ronald Reagan al dejarlo a los 77 años y 349 días. También es el primer presidente de Delaware (a pesar de que nació en Pensilvania), el segundo católico después de John F. Kennedy y el decimoquinto ex vicepresidente en ser presidente en el país. Harris se convirtió en la primera mujer, primera afroamericana, y primera asiático americana en ser vicepresidenta de Estados Unidos.

## Planificación

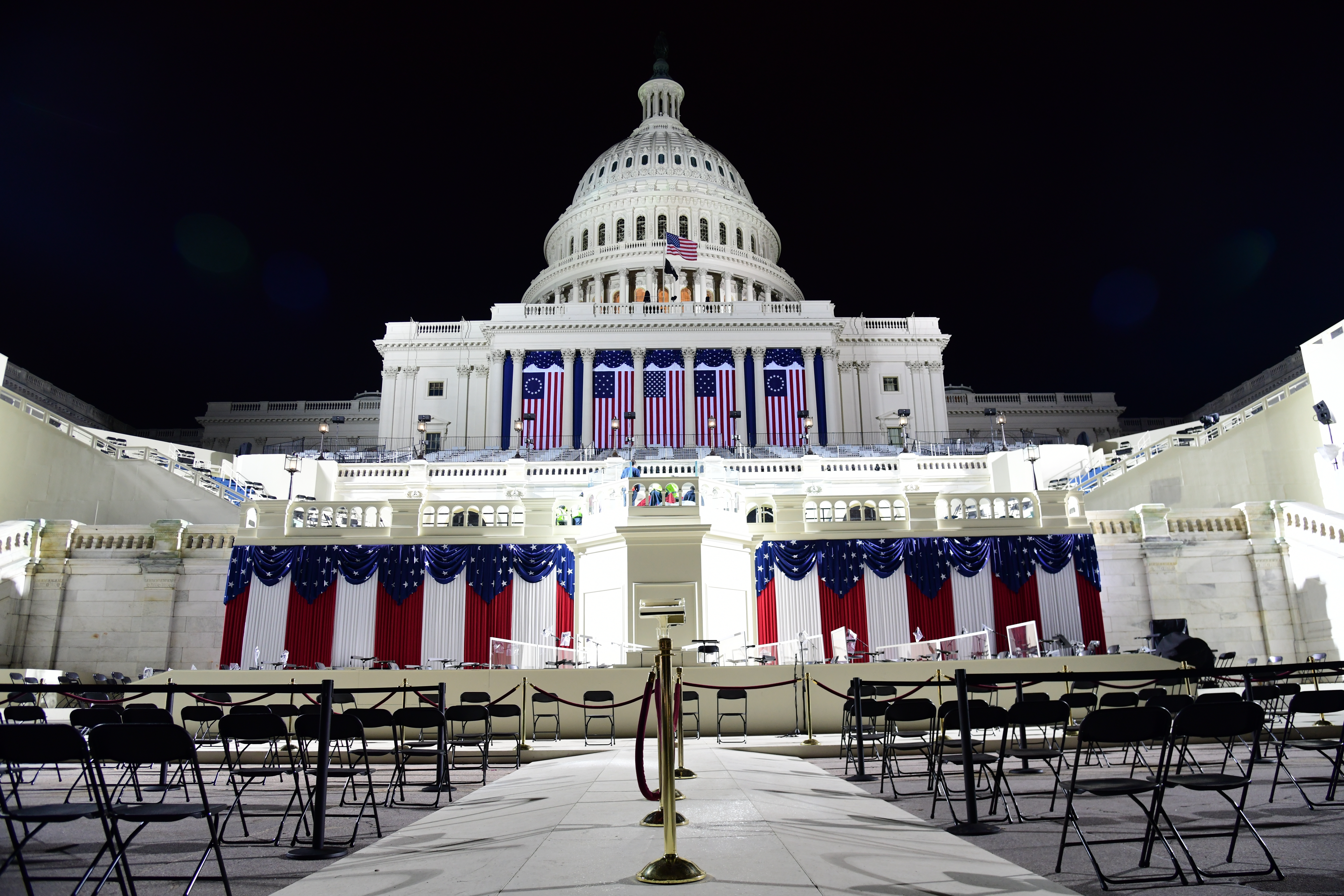
Plataforma inaugural en el Capitolio de los Estados Unidos.

El 3 de septiembre de 2020, la Policía del Capitolio anunció que se restringiría el acceso público al ala oeste del Capitolio de los Estados Unidos desde el 7 de septiembre de 2020 hasta el 28 de febrero de 2021 para "permitir la construcción segura de la plataforma Inaugural, bancas, y demás infraestructura necesaria para el acontecimiento." Una ceremonia inaugural del primer clavo, la cual tradicionalmente conmemora el inicio de construcción de la plataforma inaugural, no fue llevada a cabo ya que "coincidía con el periodo de conmemoración para la difunta jueza de la Corte Suprema de Justicia, Ruth Bader Ginsburg”.

### Comité Conjunto del Congreso
La ceremonia de juramentación para el presidente electo Biden y la vicepresidenta electa Harris fue planificada por el Comité Conjunto del Congreso de los Estados Unidos sobre las Ceremonias de Investidura, un comité bipartidista compuesto por los senadores Roy Blunt (presidente), Mitch McConnell y Amy Klobuchar, y los representantes Nancy Pelosi, Steny Hoyer y Kevin McCarthy. El comité, supervisado por el Comité de Reglas del Senado, eligió el tema de la toma de posesión "Nuestra Democracia Determinada: Forjando una Unión Más Perfecta" para destacar esta ceremonia como un "sello distintivo del gobierno y la democracia estadounidenses" y enfatizar la transición pacífica del poder.

### Preparativos

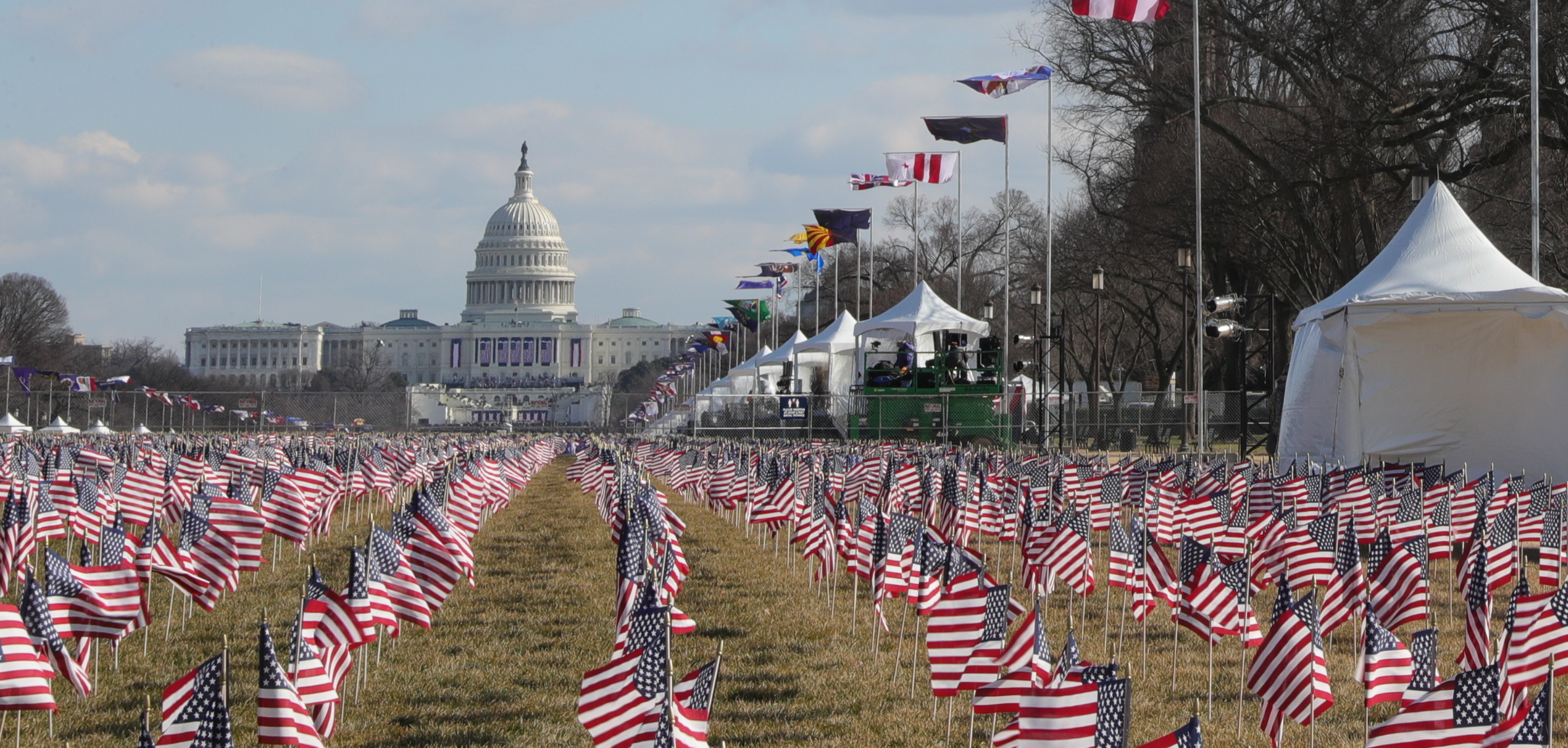
El National Mall con pequeñas banderas de Estados Unidos en la víspera de la investidura

En septiembre de 2020, la Agencia de Gestión de Emergencias y Seguridad Nacional del Distrito de Columbia estimó que los costos totales de la toma de posesión para el gobierno — incluida la seguridad, la preparación del desfile y la construcción de posiciones de revisión fuera de la Casa Blanca y el edificio John A. Wilson — superarán los 44.9 millones de dólares. Por lo general, los costos del Distrito incurridos en relación con la inauguración son reembolsados por el gobierno federal.
El Comité Inaugural de Biden ha instado a la gente a no reunirse físicamente en Washington para las ceremonias; ese comité, así como el Comité Conjunto del Congreso sobre Ceremonias de Inauguración, están implementando formas de hacer que la ceremonia sea interactiva en línea, además de una transmisión televisiva tradicional.

## Protestas y manifestaciones
El Servicio de Parques Nacionales está procesando cinco solicitudes de permisos de la Primera Enmienda para las manifestaciones del Día de la Inauguración, incluidas las presentadas por la Coalición ANSWER y por dos grupos pro-Trump. Una serie de protestas y contraprotestas relacionadas con la inauguración comenzaron el 12 de diciembre de 2020.
El FBI advirtió de posibles protestas armadas en la semana previa al Día de la Inauguración, asegurando que la destitución del presidente Trump mediante la 25.ª Enmienda podría dar lugar a una insurrección. Esto ha provocado un fortalecimiento de la seguridad en Washington D. C., incluido el rechazo solicitado de todos los permisos de demostración procesados por el Departamento del Interior por la alcaldesa de DC, Muriel Bowser.

## Ceremonia
El Herald Trumpets del Ejército de los Estados Unidos tocaba los volantes y las flores. La Banda de los Marines de los Estados Unidos (apodada "The President's Own") tocó un popurrí de música patriótica de Sousa, Bagley y otros; anunció la entrada de dignatarios a la plataforma inaugural; e interpretó "Hail, Columbia" (el himno oficial del vicepresidente) después de que Harris prestó juramento, y "Hail to the Chief" (el himno oficial del presidente) después de que Biden prestó juramento. La banda ha aparecido en todas las inauguraciones presidenciales desde la de Thomas Jefferson en 1801.
El vicepresidente saliente Mike Pence asistió a la ceremonia, pero el presidente saliente Donald Trump no. Los expresidentes Bill Clinton, George W. Bush y Barack Obama, junto con las respectivas primeras damas Hillary Clinton, Laura Bush y Michelle Obama, asistieron, mientras que el expresidente Jimmy Carter y la ex primera dama Rosalynn Carter no lo hicieron, ya que no pudieron viajar. Los ex vicepresidentes Walter Mondale, Al Gore y Dick Cheney no asistieron; sin embargo, Dan Quayle sí asistió. Por primera vez en más de dos décadas, no todos los jueces de la Corte Suprema de los Estados Unidos asistieron: los jueces Clarence Thomas, Stephen Breyer y Samuel Alito, los miembros más antiguos del Tribunal, optaron por no asistir a la vista de los riesgos de salud de COVID-19, mientras que los otros seis jueces asistieron. Varios embajadores de los Estados Unidos asistieron a la inauguración. Por primera vez, el representante de Taiwán en los Estados Unidos (el embajador de facto del país) fue invitado a asistir a una toma de posesión presidencial, con la presencia de Hsiao Bi-khim.
La senadora Amy Klobuchar, al comenzar la ceremonia a las 11:20 a. m., pronunció el discurso de apertura, señalando la bendición de, sólo dos semanas después de una "insurrección", ser testigo de una transición estable de poder en las escaleras del edificio del Capitolio que ella llamó un "templo" de la democracia. El senador Roy Blunt, presidente del Comité Conjunto del Congreso sobre Ceremonias Inaugurales, fue el maestro de ceremonias de la inauguración. Comentando sobre "Nosotros, el pueblo", Blunt señaló que la Constitución de los Estados Unidos, a diferencia de los Artículos de la Confederación o la Carta Magna, arraiga y establece la ley y el derecho en el pueblo. Leo J. O'Donovan, sacerdote católico, miembro de la orden jesuita y expresidente de la Universidad de Georgetown, pronunció la invocación, citando la oración de Salomón en su ascensión al trono, con el comentario de James al respecto: "Si alguno de vosotros carece de sabiduría, que pregunte". Lady Gaga cantó entonces el himno nacional y el líder del sindicato de bomberos de Georgia Andrea Hall dirigió el Juramento de Lealtad, utilizando el lenguaje de signos americano además de hablar. Jennifer López interpretó sus versiones de "This land is your land" y "América the beautiful". Durante el puente, tradujo la última frase del Juramento de Lealtad en español, "una nación, bajo Dios, indivisible, con libertad y justicia para todos". Garth Brooks interpretó "Amazing Grace", incluyendo el verso "When we've been there ten thousand years", y pidió al público que se uniera a él para cantar el verso final; y la joven poeta laureada de la nación Amanda Gorman recitó su poema "The Hill We Climb". Con 22 años, Gorman se convirtió en el poeta inaugural más joven en participar de una investidura presidencial. El reverendo. Dr. Silvester Beaman, pastor de la Iglesia Bethel AME en Wilmington, Delaware, y amigo de Biden, pronunció la bendición parafraseando a Isaías 11, reemplazando tanto el papel mesiánico del "brote del tronco de Jesé", como el papel aún por reconciliar del "lobo" y el "cordero", con referencias a "Nosotros el Pueblo". Diciendo, por ejemplo, "No mataremos o destruiremos en toda su Montaña Sagrada", y "No aprenderemos a odiar nunca más".
Biden prestó juramento sobre una Biblia, en poder de su esposa, que ha estado en su familia desde 1893-la misma que usó durante sus ceremonias de juramento senatorial y vicepresidencial. La Biblia es grande -de 12,7 cm de grosor- y tiene una cruz celta en el frente. Harris prestó juramento sobre dos Biblias en poder de su esposo, una perteneciente a Regina Shelton, una persona importante para ella y su hermana Maya Harris, y otra perteneciente al exjuez asociado de la Corte Suprema Thurgood Marshall.

## Juramento de oficio

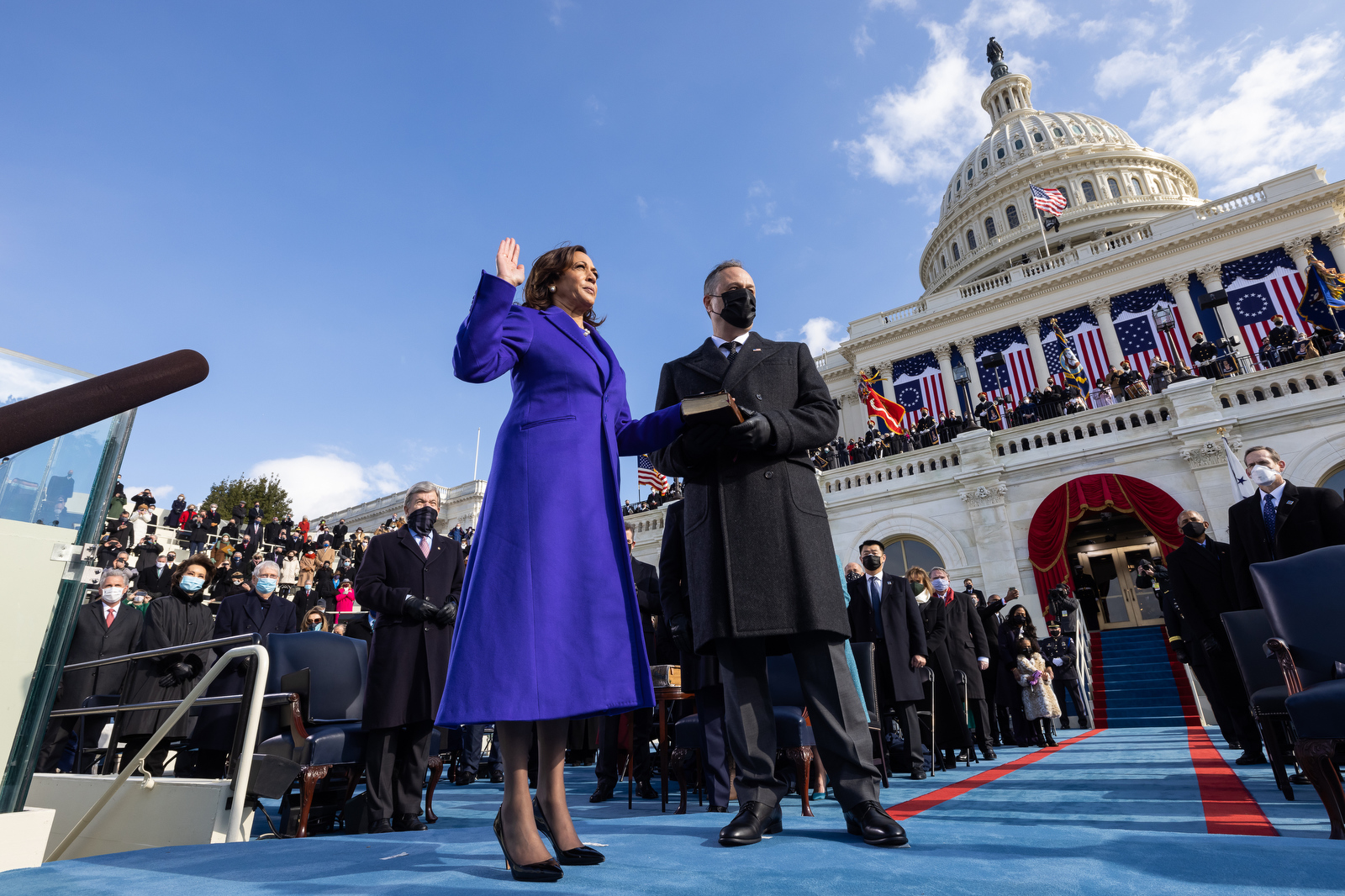
Juramento de Kamala Harris

La Jueza Asociada Sonia Sotomayor prestó el juramento del cargo a Harris a las 11:40 a. m. Sotomayor se convirtió en la primera mujer en prestar un juramento inaugural dos veces después de que prestó el de Biden en su juramento de 2013. Harris recitó lo siguiente:
Juro (o afirmo) solemnemente que apoyaré y defenderé la Constitución de los Estados Unidos contra todos los enemigos, extranjeros y nacionales; que tendré verdadera fe y lealtad a la misma; que asumo esta obligación libremente, sin ninguna reserva mental o propósito de evasión; y que cumpliré bien y fielmente los deberes del cargo en el que estoy a punto de entrar. Que Dios me ayude.

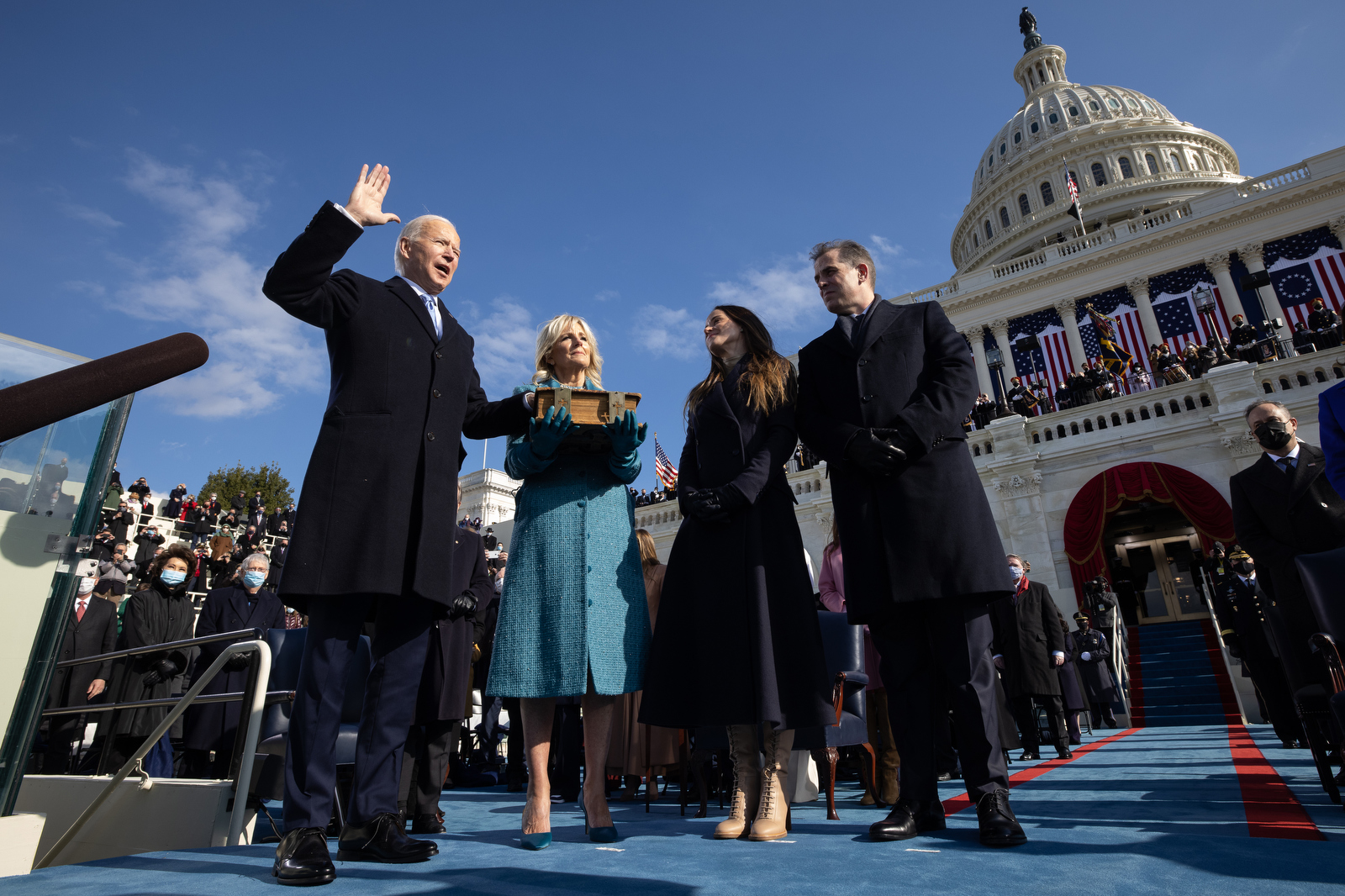
Juramento de Joe Biden

El Presidente de la Corte Suprema John Roberts entonces administró el juramento del cargo de Biden a las 11:47 a. m. Biden recitó lo siguiente, según lo prescrito por la Constitución:
Juro (o afirmo) solemnemente que desempeñaré fielmente el cargo de Presidente de los Estados Unidos y que, en la medida de mis posibilidades, preservaré, protegeré y defenderé la Constitución de los Estados Unidos. [Así que Dios me ayude.]
Al completar el juramento, la Banda del Ejército de los Estados Unidos ("Pershing's Own") tocó cuatro volantes y florituras y la Batería de Saludo Presidencial del 3.er Regimiento de Infantería de los Estados Unidos hizo un saludo de cañón de 21 cañones antes de que Biden diera su discurso inaugural.
El balón nuclear presidencial, que puede autorizar un ataque nuclear mientras se está lejos de un centro de mando, se entregó discretamente a los ayudantes militares de la nueva administración durante la ceremonia; sin embargo, la ausencia del expresidente Trump no cambió la desactivación automática del acceso nuclear suyo y de Pence y la activación de Biden y Harris.

## Discurso inaugural
El discurso de Biden expuso su "visión para vencer [a COVID-19], reconstruir mejor y unir al país", según su comité inaugural. Biden habló sobre los desafíos de la pandemia, declarando "este es el día de América". Este es el día de la democracia. Un día en la historia y la esperanza, de renovación y resolución".
Biden compuso el discurso con la ayuda del escritor de discursos Vinay Reddy, el asesor principal Mike Donilon, el Secretario de Estado entrante Tony Blinken, y el jefe de personal Ron Klain.
El New York Times describió su discurso como una "refutación directa" en tono al discurso inaugural de Trump (en el que este habló de la "carnicería americana"), ya que Biden pidió que se pusiera fin a la "guerra incivil" de las culturas políticas, demográficas e ideológicas americanas a través de un mayor abrazo de la diversidad, con lo que los americanos deben "abrir [sus] almas en lugar de endurecer [sus] corazones".
En el discurso, Biden repitió su promesa de campaña de "luchar tan duro por los que no me apoyaron como por los que sí lo hicieron". Vocalizó su oposición a la desinformación y a los políticos que tratan de sacar provecho de su militarización -una referencia pasiva a Trump, que con frecuencia hizo declaraciones falsas o engañosas mientras estaba en el cargo. Biden condenó explícitamente la supremacía blanca y el nativismo, calificándolos de "fea realidad" de la vida estadounidense que empaña el "ideal americano" establecido en la Declaración de Independencia de los Estados Unidos: que todos los estadounidenses son iguales. También se refirió al significado histórico del ascenso de Harris a la vicepresidencia, relatando los movimientos en pro de los derechos civiles y el sufragio femenino que permitieron a los afroamericanos y a las mujeres participar en la política. Biden celebró su inauguración como un "triunfo" de la democracia, afirmando una transferencia pacífica del poder exactamente dos semanas después del asalto al Capitolio.

## Audiencia
Casi 40 millones de personas vieron el discurso de Biden en las principales cadenas de televisión por cable y en las emisoras de radio. Más de 21 millones de personas vieron el especial Celebrating America en horario de máxima audiencia. En 2017, un total de 38,3 millones de espectadores vieron el discurso de investidura de Trump en las mismas cadenas, según los datos de Nielsen, lo que representa un aumento del 4% en la audiencia televisiva bruta. La CNN fue el líder de audiencia durante todo el día. En comparación con la anterior ceremonia de investidura de 2017, la audiencia de Fox News cayó un 77%, mientras que la de CNN se triplicó y la de MSNBC se cuadruplicó. Las cifras que se muestran a continuación, datos de Nielsen procedentes de Adweek, no incluyen las cifras de streaming.
En comparación con la inauguración de 2017, Fox News Channel es la única cadena de noticias por cable que perdió audiencia, y ABC es la única cadena de televisión que ganó audiencia.